# لوسین لوکلرک

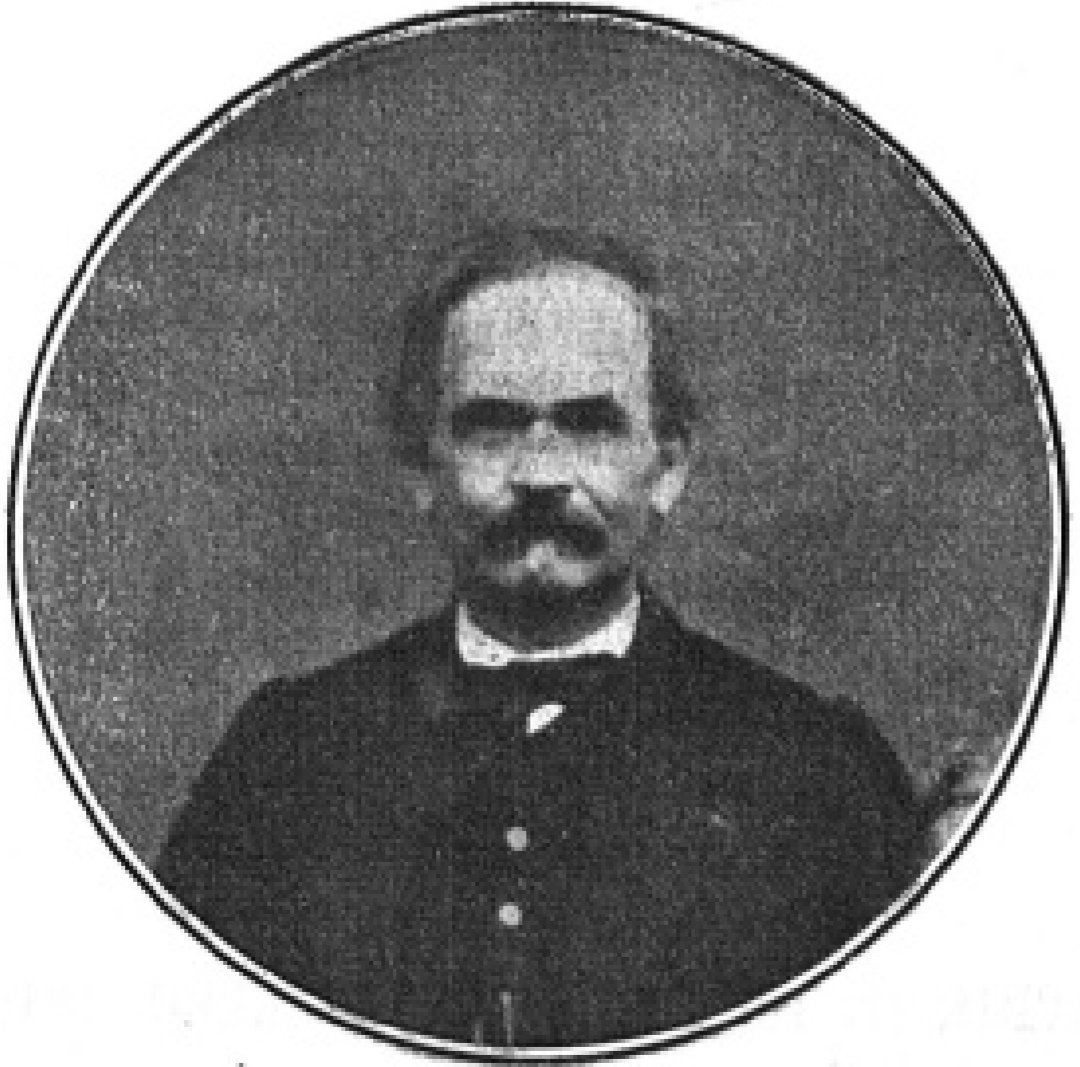
تک‌نگارهٔ لوسیَن لوکلرک، ۱۹۱۴

لوسیَن لوکلرک یا لوسیَن لُکلِرک (۱۸۱۶–۱۸۹۳ میلادی) پزشک نظامی، مترجم، و تاریخ‌نگار فرانسوی دربارهٔ پزشکی در جهان اسلام بود. او به‌عنوان کمک‌جراح در سال‌های ۱۸۴۰ تا ۱۸۴۴ در الجزایر خدمت می‌کرده است.